# White trash
White trash (česky doslova bílý odpad, přeneseně též bílá chátra) je slangové označení pro chudé bělošské obyvatelstvo, většinou z jihu USA, s vlastní specifickou kulturou.

## Popis
Tito lidé žijí v přívěsech či karavanech. Mohou mít nízké vzdělání a často bývají závislí na nějaké droze.

## Historie
Označení se poprvé objevilo v roce 1821. V populární představě v 19. století byli termínem „white trash“ označováni většinou lidé sociálně slabí, špinaví, potrhaní a bez vzdělání. Často se nezajímali o své děti a byli závislí na alkoholu či jiných narkotikách. Tito chudí lidé mohli povětšinou bydlet pouze na nejhorších místech jihu, jelikož atraktivnější místa už byla zabrána obchodníky s otroky. Během Občanské války Konfederace potřebovala získat vojáky, proto vydala povolávací rozkaz pro všechny muže od 18 do 35 let. Existovaly však výjimky, například pro bohaté obchodníky s otroky či příslušníky vyšší střední třídy. Do armády tak nastupovali většinou pouze chudí lidé. Po válce se ale podmínky nijak neměnily, chudí lidé stále zůstávali. Na začátku 20. století byla situace stejná hlavně kvůli Velké krizi. President Franklin D. Roosevelt se snažil prolomit společenské bariéry jižní společnosti. Dnes[kdy?] stále tato „sociální“ třída existuje, povětšinou žijí v karavanech.